# @enterprise
@enterprise ist ein Workflow-Management-System der Firma Frequentis AG.

## Webclient
Ein Teil von @enterprise ist die Webanwendung. Einträge können mittels Drag and Drop verschoben werden, zum Beispiel zum Annehmen aus dem Rollenarbeitskorb.
Die Webanwendung ist konfigurierbar, das heißt ein Administrator legt fest, welche Ansichten und Funktionen dem Benutzer zur Verfügung stehen.
Jede Aktion, die der Benutzer ausführt, wird ebenso wie die Aktionen der Workflow-Engine (Ausführung von automatischen Schritten, Bestimmung der nächsten Aktivität) im System protokolliert. Auf diese Information kann jederzeit zugegriffen werden, Änderungen in Formularen können bis auf Feldebene nachverfolgt werden.
Zusätzlich zum Web-Client steht ein mobiler Client zur Verfügung. Das Interface ist an die Bildschirmgröße und Eingabeformen von Smartphones angepasst. Die Möglichkeiten der Interaktion mit weiteren Funktionen des Geräts werden genutzt: Anruf oder SMS-Versand direkt aus der Prozessbearbeitung, Zugriff auf Ortungsdienste und Verknüpfung mit Formularen.

## Prozesseditor
Die Beschreibung der Prozesse ist der Kern der Modellierung. @enterprise verwendet die Standard-Notation BPMN mit der Besonderheit, dass strukturierte Modellierung unterstützt wird. Aus den Bausteinen von BPMN werden so die aus der Programmierung bekannten Konstrukte, wie If, While und Repeat-Schleifen oder Parallelitäten. Dies soll die Modellierung von komplexen Prozessen erleichtern.
Prozesse verarbeiten Daten. Diese können strukturiert oder unstrukturiert sein, vom Prozess verändert werden oder nur gelesen, prozessübergreifend oder -spezifisch sein. @enterprise erlaubt die Modellierung und die Verarbeitung von beliebig komplexen Datenstrukturen. Mithilfe des Form-Wizards kann man die Datenstruktur, die Datentypen sowie die Benutzerschnittstelle definieren. Außerdem kann festgelegt werden, welche Daten in welchem Prozessschritt unsichtbar, sichtbar oder änderbar sind.
Die Abbildung der Organisationsstrukturen ist ein Element des Geschäftsprozessmanagements. Die Organisation ist in Einheiten gegliedert, Benutzer sind über Rollen diesen zugeordnet. Mehrfachzuordnungen, hierarchische Rollen, Vertretungsregelungen können in @enterprise einfach modelliert werden. Die Übernahme bestehender Organisationsstrukturen aus Verzeichnisdiensten (LDAP, AD) ist möglich.

## DMS
Ein Dokumentmangement ist Teil von @enterprise. Dokumente können einzelnen Prozessen hinzugefügt oder in einer allgemeinen Ablage zur Verfügung gestellt werden. Mithilfe des Berechtigungssystems können Lese- und Schreibrechte flexibel an Benutzer oder Rollen vergeben werden.
Dokumente können im Browser angeklickt und direkt bearbeitet werden. Das Hochladen von Dokumenten geschieht mittels drag-und-drop.
Weitere Funktionen sind:
- Elektronische Signatur
- Verwaltung von Versionen
- Notizen hinzufügen
- Ad-hoc Workflow mit Dokumenten starten
- Flexible Definition von Dokumenttypen mit typspezifischen strukturierten Metadaten
- Anpassung der Darstellung von Ordnern, zum Beispiel Einblenden von Metadaten-Information in die Tabelle

## Reporting
Ein Aspekt bei Workflowsystemen ist die laufende Kontrolle und Analyse der mit dem System bearbeiteten Geschäftsfälle, um Engpässe und Verbesserungspotentiale zu erkennen oder einen Überblick über die Geschäftsfälle zu gewinnen. Die in @enterprise integrierte Reporting- und Analysekomponente eröffnet die Möglichkeit, komplexe Statistiken und Auswertungen über Prozessinstanzen mit einer Eingabemaske durchzuführen. Diese Report-Definitionen können gespeichert werden und mit dem Berechtigungskonzept ist es möglich, festzulegen, wer welche Reports ausführen darf.
Reports können Parameter enthalten, die entweder aus dem Kontext (aktuelle Zeit, Benutzer) ermittelt werden oder bei der Report-Ausführung eingegeben werden. Mit der Drill-down-Funktionalität können Reports verkettet werden. Folgende Formate für die Ergebnisdarstellung werden angeboten:
- Tabelle
- Business-Graphik
- PDF
- zur Weiterverarbeitung: Excel CSV[4]

## Einsatz
- Audatex[5] Restwertcenter
- Ayudo[6]
- Bundesheer
- BMI
- UBS